# Talsperre Monticello
Die Talsperre Monticello (englisch Monticello Dam) ist eine Talsperre mit Wasserkraftwerk im Napa County, Bundesstaat Kalifornien, USA. Sie staut den Putah Creek zu dem Stausee Lake Berryessa auf. Die Talsperre und der Stausee liegen in den Vaca Mountains, einem Teil des nördlichen Kalifornischen Küstengebirges.
Die Talsperre dient in erster Linie der Bewässerung und Trinkwasserversorgung. Mit dem Bau der Talsperre wurde 1953 begonnen. Sie wurde 1957 fertiggestellt. Die Talsperre ist im Besitz des United States Bureau of Reclamation (USBR) und wird auch vom USBR betrieben. Das zugehörige Kraftwerk wurde von 1981 bis 1983 errichtet. Es ist im Besitz des Solano Irrigation District (SID) und wird auch vom SID betrieben.

## Absperrbauwerk

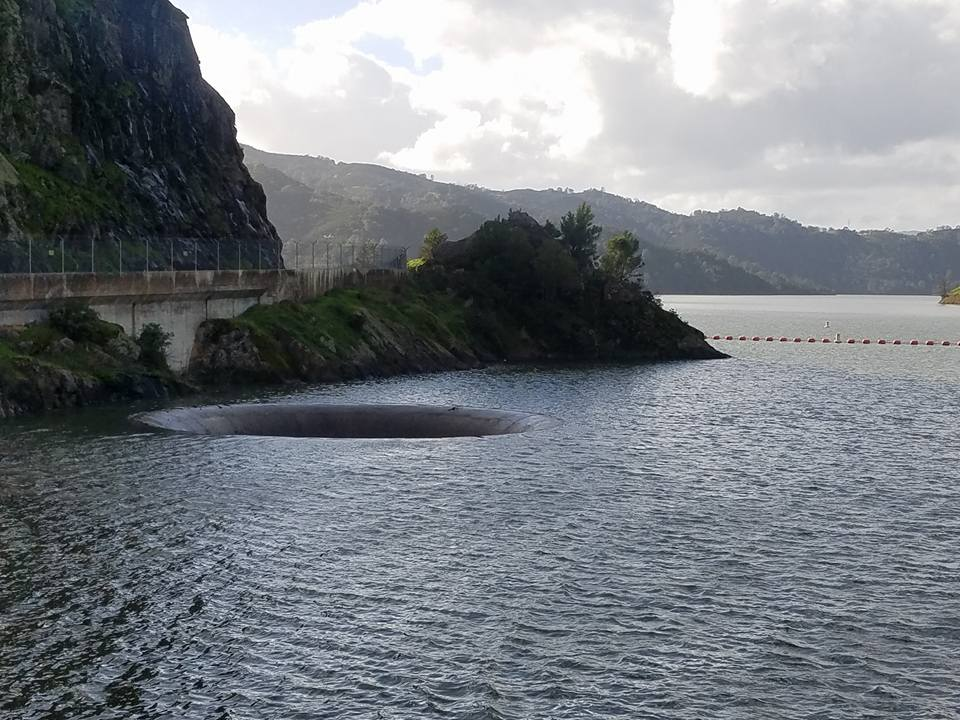
Der Einlass der Hochwasserentlastung

Das Absperrbauwerk ist eine Bogenstaumauer aus Beton mit einer Höhe von 92,5 m (304 ft) über der Gründungssohle. Die Mauerkrone liegt auf einer Höhe von 139 m (456 ft) über dem Meeresspiegel. Die Länge der Mauerkrone beträgt 312 m (1023 ft). Die Dicke der Staumauer liegt bei 30,5 m (100 ft) an der Basis und 3,5 m (12 ft) an der Krone. Das Volumen des Bauwerks beträgt 249.245 m³ (326.000 cubic yards).
Der Einlass der Hochwasserentlastung besteht aus einem Überfalltrichter (engl. Morning Glory Spillway oder Glory Hole), der sich am rechten Ufer befindet. Der Durchmesser des Trichters beträgt am Einlauf 22 m; im weiteren Verlauf verringert sich der Durchmesser des Schachts dann auf 8,5 m (28 ft). Der Schacht führt zunächst 75 m in die Tiefe. Danach geht er in einen horizontalen Tunnel über, der das Wasser nach weiteren 610 m in den Putah Creek ableitet. Über die Hochwasserentlastung können maximal 1359 m³/s (48.000 cft/s) abgeleitet werden, über den Grundablass maximal 73 m³/s (2580 cft/s).
Im Jahr 1997 geriet eine Schwimmerin zu nahe an den Trichter. Sie wurde durch den starken Sog in den Schacht gezogen, wo sie ertrank.

## Stausee
Beim normalen Stauziel von 138,5 m (455 ft) erstreckt sich der Stausee über eine Fläche von rund 80,93 km² (20.000 acres) und fasst 1,97 Mrd. m³ (1,6 Mio. acre-feet) Wasser. Der Stausee hat eine Länge von 37 km (23 miles) und eine maximale Breite von 4,8 km (3 miles).

## Kraftwerk
Das Kraftwerk befindet sich am Fuß der Talsperre. Die installierte Leistung beträgt 11,5 MW. Zwei Turbinen leisten jede maximal 5 MW, eine weitere 1,5 MW. Die Jahreserzeugung lag 2006 bei rund 66,7 Mio. kWh.
Der Solano Irrigation District (SID) begann 1975 mit Planungen zur Errichtung eines Wasserkraftwerks. Die Genehmigung wurde 1981 erteilt. Mit dem Bau des Kraftwerks wurde noch im gleichen Jahr begonnen. Es ging im März 1983 in Betrieb.